# Joyce Rupp
Sestra Joyce Rupp (Iowa, 8. lipnja 1943.) američka je katolička redovnica i spisateljica.

## Životopis
Rođena je i odrasla na seoskom imanju u Iowi. Studirala je umjetnost, psihologiju i pedagogiju. Godine 1962. pridružila se redu slugu Blažene Djevice Marije (servitima). Godine 1973. počinje raditi u pastoralu srednjoškolaca i studenata, a nekoliko godina kasnije i odraslih.
Drži predavanja i vodi duhovne vježbe diljem svijeta. U svom psihoterapeutskom pristupu usredotočuje se na problem patnje i njenog prevladavanja. Prihvaća i elemente ostalih religija i duhovnih pokreta. Živi u Des Moinesu u Iowi. Dugogodišnja je volonterka u hospiciju.

## Djela
Objavila je više knjiga koje su prevedene na nekoliko jezika, a neke su i nagrađivane. Jedan od naslova preveden je i na hrvatski jezik. Značajniji naslovi su:
- Praying Our Goodbyes (1988.)
- Čaša života, vodič za duhovni rast (The Cup of Our Life: A Guide to Spiritual Growth, 1997.)[1]
- Walk in a Relaxed Manner: Life Lessons on the Camino (2005.)
- The Circle of Life (2005.)
- Open the Door (2008.)
- Fly While You Still Have Wings: And Other Lessons My Resilient Mother Taught Me (2015.)

## Vanjske poveznice
Mrežna mjesta
- www.joycerupp.com  Arhivirana inačica izvorne stranice od 4. ožujka 2016. (Wayback Machine), službeno mrežno mjesto (engl.)